# Верхний Рокан
Верхний Рокан (индон. Rokan Hulu) — округ в провинции Риау. Административный центр — город Пасир-Пенгарайан.

## Население
Согласно оценке 2010 года, на территории округа проживало 475 011 человек.

## Административное деление
Округ делится на следующие районы:
- Бангун-Пурба
- Бонай-Даруссалам
- Кабун
- Кепенухан
- Кепенухан-Хулу
- Кунто-Даруссалам
- Пагаран-Тапах-Даруссалам
- Пендалиан V Кото
- Рамбах
- Рамбах-Хилир
- Рамбах-Само
- Рохан IV Кото
- Тамбусай
- Тамбусай-Утара
- Тандун
- Уджунг-Бату